# Centre Point
Der Centre Point ist ein von R Seifert & Partners in den 1960er Jahren erstellter Gebäudekomplex in London im Stadtbezirk Camden. Er besteht aus einem 34-stöckigen Hochhaus und einem weiteren Gebäude, das mit dem Hochhaus über eine Brücke verbunden ist. Das Bürohochhaus stand nach Fertigstellung über Jahre leer, bis es von der Confederation of British Industry (CBI) angemietet wurde. In den 2010er Jahren wurde das Hochhaus in ein Wohngebäude mit exklusiven Luxuswohnungen umgebaut und 2018 wiedereröffnet.

## Geschichte
Der St Giles Circus war in den 1950er Jahren eine der verkehrsreichsten Kreuzungen Londons, weshalb der London County Council (LCC) die Kreuzung in einen Kreisverkehr umgestalten wollte. Der durch den Umbau verlorene Wohnraum sollte durch drei Wohnblöcke auf dem Eckgrundstück zwischen Oxford Street und Charing Cross Road kompensiert werden. Es kam zu Rechtsstreitigkeiten zwischen dem LCC und den Landeigentümern, die Oldham Estates Co aus dem Weg räumte, indem sie das Grundstück zu einem höheren Preis erwarb als die Entschädigung, die der Council den Landeigentümern bezahlen wollte. Weiter kaufte Oldham Estates auch die anliegenden Grundstücke, sodass mehr Fläche für das Projekt zur Verfügung stand. Das Immobilienunternehmen Oldham Estates war im Besitz von Harry Hyams, einem damals noch jungen Immobilienhändler aus Nordengland, der später einer der reichsten Briten wurde. Das Unternehmen trat das für die Umgestaltung der Kreuzung erforderliche Land an den LCC ab und erhielt als Gegenleistung das Recht, auf dem Grundstück eine über die normale Zonenordnung hinausgehende höhere Bebauung zu realisieren.
Hyams beauftragte Richard Seifert mit dem Entwurf eines Hochhauskomplexes mit gemischter Nutzung, den der LCC im November 1959 genehmigte. Die Überbauung sah ein 29-stöckiges schlankes Hochhaus in der Mitte des vorgesehenen Kreisels und einen 8-stöckigen Centre Point House genannten Block mit Läden und Wohnungen vor, wobei der Block durch eine Brücke über den Kreisel mit dem Hochhaus verbunden wurde. Das Hochhaus hatte einen rautenförmigen Grundriss und ähnelte dem Pirelli-Hochhaus in Mailand. Am Projekt wurden Änderungen nötig, weil der LCC breitere Straßen wünschte: Die Grundfläche des Hochhauses wurde verkleinert, dafür wurde das Hochhaus um zwei Stockwerke erhöht und die Verbindungsbrücke zweistöckig ausgeführt.
1961 begannen die Bauarbeiten am Centre Point House. Im Januar 1963 erhielt die nochmals überarbeitete Planung des Hochhauses die Baugenehmigung. Das Verkehrskonzept mit dem Kreisverkehr wurde aber nicht verwirklicht, denn bevor die Überbauung fertiggestellt war, wurde die Tottenham Court Road in eine Einbahnstraße in Richtung Norden umgewandelt. Dieses Konzept war so erfolgreich, dass auf den Bau des Kreisverkehrs am St Giles Circus verzichtet werden konnte.
Centre Point wurde 1966 fertiggestellt und teils verhalten, aber hauptsächlich enthusiastisch aufgenommen. Das Design des Hochhauses war ein Übergang von der sanften Regelmäßigkeit des internationalen Stils zum Brutalismus mit skulpturalem Ansatz und starken Kontrasten zwischen Licht und Schatten.
Bei Fertigstellung des Komplexes war der Markt für neue Büroräume gesättigt, sodass Hyams keinen Mieter für die Liegenschaft fand. Er bestand jedoch darauf, das ganze Hochhaus nur komplett zu vermieten. Den Leerstand konnte er sich leisten, denn er hatte das Grundeigentum der zu bebauenden Parzelle an den LCC verkauft und für die nächsten 150 Jahre zu außerordentlich günstigen Bedingungen ohne Mietzinserhöhung angemietet. Der Komplex blieb deshalb lange leer und wurde im Januar 1974 kurze Zeit von Wohnungsnotaktivisten besetzt. 1975 bestand der Greater London Council darauf, dass wenigstens die Wohnungen im Centre Point House vermietet würden. Mit der Confederation of British Industry (BSI) konnte doch noch eine Mieterin für das Hochhaus gefunden werden. Diese nutzte zwischen Juli 1980 und März 2014 das Hochhaus als ihren Hauptsitz, belegte aber nur wenige Stockwerke, während der Rest des Gebäudes weiterhin leer stand.
1995 wurde der Centre Point auf die Liste von Gebäuden von besonderem architektonischen oder historischen Interesse gesetzt, wobei es der Schutzwürdigkeitsstufe 2 (Englisch: Grade II) zugeordnet wurde, die Bauwerke von nationaler Bedeutung auszeichnet. Das schlanke Hochhaus war zu einem Wahrzeichen Londons geworden. Im Jahr 2002 musste der Haupteingang des Hochhauses umgestaltet werden, weil der bestehende Eingang wegen der Baustelle für den neuen Crossrail-Bahnhof Tottenham Court Road geschlossen werden musste.
Das Immobilienunternehmen Almacantar erwarb 2011 den Centre Point für 120 Mio. Pfund (ca. 136 Mio. Euro) und gab bald bekannt, das Hochhaus in ein luxuriöses Wohngebäude umbauen zu wollen. Für 350 Mio. Pfund (ca. 410 Mio. Euro) wurden 82 Wohnungen eingebaut. Der Umbau war 2015 abgeschlossen, bis Oktober 2018 waren aber nur ungefähr die Hälfte der Wohnungen verkauft worden. Die Preise lagen zwischen 1,8 Mio. Pfund (ca. 2 Mio. Euro) für eine Einzimmerwohnung und 55 Mio. Pfund (ca. 61 Mio. Euro) für ein Fünfzimmer-Penthouse mit einer Wohnfläche von 670 m².

## Bauwerk
Mit einer Höhe von 117 Metern war das Centre-Point-Hochhaus bei Eröffnung das höchste Gebäude Londons. Neben dem Hochhaus besteht der Gebäudekomplex aus dem östlich davon liegenden neunstöckigen Centre Point House, das mit einer zweigeschossigen Brücke mit dem Hochhaus verbunden ist.
Die beiden Hauptfassaden des schlanken Hochhauses sind leicht konvex, die schmalen Seitenfassaden sind in der Mitte eingezogen. Die Gebäudehülle besteht aus Fertigelementen aus Feinbeton, für den gebrochener Portlandstein verwendet wurde. Während des Baus konnten die Fertigelemente ohne die Verwendung eines Gerüsts aus dem Innern des Gebäudes am Tragwerk angebracht werden, was damals ein Novum war. Die hellen Fertigelemente erzeugen einen starken Kontrast zwischen Licht und Schatten, was den Centre Point Tower zu einer der markantesten Hochhauskompositionen der 1960er Jahre in London machte.
Auf dem Platz vor dem Hochhaus war ein Teich mit Springbrunnen angelegt, der von Jupp Dernbach-Mayen, einem aus Deutschland eingewanderten Künstler, gestaltet worden war. Die Anlage musste im Zuge der Anpassung der U-Bahnstation Tottenham Court Road für das Crossrail-Projekt 2009 entfernt werden.